# Waipiʻo
Waipiʻo – census-designated place (CDP) na wyspie Oʻahu, w hrabstwie Honolulu, na Hawajach, w Stanach Zjednoczonych. Według szacunków United States Census Bureau w roku 2010 CDP miało 11 674 mieszkańców.

## Geografia
Według United States Census Bureau census-designated place obejmuje powierzchnię 1,2 mil2 (3,1 km²).

## Demografia
Według spisu z roku 2000, CDP zamieszkiwało 11 672 osób. Średni roczny dochód gospodarstwa domowego wynosił 61 276 USD, a średni roczny dochód rodziny to 69 282 USD. Średni roczny dochód na osobę wynosił 24 451 USD. 3,3% rodzin i 4,1% mieszkańców census-designated place żyło poniżej granicy ubóstwa, z czego 5,1% to osoby poniżej 18 lat, a 7,0% to osoby powyżej 65 roku życia.